# Tongibari
Tongibari är ett underdistrikt i Bangladesh. Det ligger i den centrala delen av landet, 26 km söder om huvudstaden Dhaka.
Trakten runt Tongibari består till största delen av jordbruksmark.